# Усцянкі (Ґраєвський повіт)
Усцянкі (пол. Uścianki) — село в Польщі, у гміні Граєво Ґраєвського повіту Підляського воєводства.
Населення — 45 осіб (2011).
У 1975-1998 роках село належало до Ломжинського воєводства.

## Демографія
Демографічна структура станом на 31 березня 2011 року:
|          | Загалом | Допрацездатний вік | Працездатний вік | Постпрацездатний вік |
| -------- | ------- | ------------------ | ---------------- | -------------------- |
| Чоловіки | 27      | 9                  | 17               | 1                    |
| Жінки    | 18      | 5                  | 10               | 3                    |
| Разом    | 45      | 14                 | 27               | 4                    |